# Varanus keithhornei
Il varano della volta (Varanus keithhornei Wells e Wellington, 1985) è una specie della famiglia dei Varanidi originaria dell'Australia nord-orientale. È noto anche come varano dal naso azzurro o, più raramente, varano del fiume Nesbit. Appartiene al sottogenere Euprepiosaurus e fa parte del gruppo prasinus.

## Descrizione
La colorazione di V. keithhornei è nera sulla regione dorsale. Le squame della testa sono abbastanza grandi e lisce. La coda non presenta una carena visibile. Per essere un varano, quello della volta ha dimensioni piuttosto piccole, raggiungendo al massimo una lunghezza totale di 77 cm.

## Distribuzione e habitat
L'areale del varano della volta è ristretto ad una piccola area nei pressi del fiume Nesbit, sui monti McIlwraith e Iron, nella penisola di Capo York (Queensland settentrionale).

## Biologia
Come le altre specie di varani del gruppo prasinus, è un ottimo arrampicatore, come si può intuire dalla prensilità della coda.